# Madonna delle Grazie con i santi Rosalia e Giovanni Battista
Madonna delle Grazie con i santi Rosalia e Giovanni Battista  è un dipinto a olio su tela attribuito a Pietro Novelli. È conservato presso la Galleria Regionale del Palazzo Abatellis di Palermo. Proviene dal non più esistente oratorio della Compagnia della Madonna di Tutte le Grazie al Ponticello, demolito in seguito al terremoto di Palermo del 1823.